# Kristalina Gueorguieva
Kristalina Ivanova Gueorguíeva-Kinova (en búlgaro: Кристали́на Ивано́ва Георги́ева-Кинова; Sofía, 13 de agosto de 1953) es una política y economista búlgara. Es directora gerente del Fondo Monetario Internacional (FMI) desde 2019.

## Trayectoria
Es doctorada en Ciencias Económicas (1986) con la tesis Política de protección medioambiental y crecimiento económico en Estados Unidos, y máster en Economía Política y Sociología (1976) por la Universidad de Economía Nacional y Mundial de Sofía. En 1997 realizó el Programa de certificado de finanzas corporativas en la Escuela de Negocios de Harvard y en 1998, el Executive Development Program del Banco Mundial en el mismo centro.
En sus inicios fue profesora e investigadora en diferentes universidades. De 1977 a 1993, profesora asociada del Departamento de economía de la Universidad de Economía Nacional y Mundial de Sofía. En el curso 1987-88, investigadora en la London School of Economics; en 1990-91, profesora invitada en la Universidad del Pacífico Sur y Universidad Nacional Australiana donde impartió un curso sobre las economías en transición.
Entre 1993 y 2010 trabajó en el Banco Mundial, entidad en la que asumió la vicepresidencia en 2008, desde donde fue llamada a formar parte de la Comisión Europea tras la deserción de la anterior candidata propuesta por el gobierno búlgaro, la exministra de exteriores de ese país, Rumiana Jeleva. Ha sido, asimismo, profesora de Economía internacional en la Universidad de Sofía.
Entre 2010 y 2014 desempeñó el cargo de comisaria europea de Cooperación Internacional, Ayuda Humanitaria y Respuesta a las Crisis en la Comisión presidida por José Manuel Durão Barroso.
En 2010 fue reconocida como "Europea del año". Su candidatura se presentó como reconocimiento por "preservar la reputación y la independencia del BCE frente a la presión política en la zona euro durante la crisis de la deuda soberana".
El 1.º de noviembre de 2014 asumió como vicepresidenta de la Comisión Europea y comisaria europea de Programación Financiera y Presupuestos en la Comisión Juncker.
También fue candidata a la Secretaría General de la ONU para sustituir a Ban Ki Moon. Desde que a finales de septiembre de 2016 logró el respaldo por sorpresa del gobierno búlgaro —que inicialmente había apostado por Irina Bokova, directora de la UNESCO, pero quedó en la cola de todas las votaciones— y de Alemania, estuvo considerada como una de las candidaturas con mayores posibilidades para acceder al cargo. No obstante, finalmente fue elegido Secretario General el portugués António Guterres.
El 31 de diciembre de 2016 anunció su salida de la Comisión Europea para regresar al Banco Mundial, dejando así la vicepresidencia y su puesto como Comisaria europea de Programación Financiera y Presupuestos.
El 2 de agosto de 2019 fue designada como la candidata por parte de la Unión Europea para la dirección del Fondo Monetario Internacional (FMI) en sucesión de Christine Lagarde, después de que esta fuera elegida presidenta del Banco Central Europeo. Y en septiembre del 2019 se convirtió en la directora general del Fondo Monetario Internacional.